# Pula (valuta)
 Denne artikel omhandler møntfoden pula. Opslagsordet har også en anden betydning, se Pula.
Pula er en botswansk møntenhed. Pulaen har ISO 4217-koden BWP og inddeles i 100 thebe. På setswana betyder "pula" såvel "regn" som "velsignelse", fordi regn er meget påskønnet i Botswana – en stor del af Kalahari-ørkenen ligger i landet. Thebe betyder "skjold".

## Historie
Pulaen blev indført 1976 til pari kurs i stedet for den sydafrikanske rand. Valutaen er, til trods for at den i 2005 blev devalueret med 12%, stadig en af Afrikas stærkeste.

## Mønter og sedler
Der findes 5t, 10t, 25t, 50t, P1, P2 og P5-mønter. Sedlerne findes i P10, P20, P50 og P100. 
| Artikelstump | Spire Denne artikel om penge eller valuta er en spire som bør udbygges. Du er velkommen til at hjælpe Wikipedia ved at udvide den. |